# Super Robot Taisen
 (mars 2020).
Si vous disposez d'ouvrages ou d'articles de référence ou si vous connaissez des sites web de qualité traitant du thème abordé ici, merci de compléter l'article en donnant les références utiles à sa vérifiabilité et en les liant à la section « Notes et références ».
Super Robot Taisen (スーパーロボット大戦) ou Super Robot Wars dans les pays anglophones est une série de jeux vidéo de stratégie sur console éditée par Banpresto.
La principale particularité de cette série est de proposer des personnages, des scénarios et des unités issus tout droit de diverses œuvres de l'animation japonaise, depuis Mazinger, Getter Robo et Gundam jusqu'à Goldorak. Avec le temps le nombre de séries utilisées dans un SRW se chiffre en dizaines, ce qui en fait l'une des plus grandes séries de crossover disponible sur console.
Sorti en 1991 sur Game Boy, le premier épisode, bien que relativement rudimentaire, proposait de jouer avec Mazinger Z, Getter Robo et les robots de Gundam période UC. Le jeu proposait donc déjà ce qui deviendra dans les jeux suivants la distinction entre super robots, monstres colossaux surpuissants mais peu maniables, et real robots, plus réalistes et misant plus sur leur agilité et leur petite taille. Le jeu connut suffisamment de succès pour connaître une suite sur Famicom, puis sur Super Famicom, console sur laquelle la série a véritablement explosé et où les bases de la série ont définitivement pris forme. Le passage au support CD-rom avec la Saturn et la PlayStation ont permis des apports supplémentaires, comme l'utilisation des seiyuu d'origine pour sonoriser les attaques des unités, ou des séquences de combat de plus en plus élaborées jusqu'à ressembler à de véritables dessins animés, qui ont fini d'assurer la popularité d'une série devenue une véritable institution.

## Épisodes
- Game Boy
  - Super Robot Wars (1991)
  - Super Robot Taisen 2G (1995), remake de l'épisode sur NES avec les unités de nouvelles séries en plus (V-Gundam) et un gameplay équivalent aux épisodes SFC.

- Game Boy Color
  - Super Robot Taisen Link Battler (1999)

- Game Boy Advance
  - Super Robot Taisen A (2001)
  - Super Robot Taisen R (2002)
  - Super Robot Taisen Original Generation (2002)(Juillet 2006 aux États-Unis)
  - Super Robot Taisen D (2003)
  - Super Robot Taisen Original Generation 2 (2005)
  - Super Robot Taisen J (2005)

- Wonderswan / Wonderswan Color
  - Super Robot Taisen Compact (1999)
  - Super Robot Taisen Compact 2 (2000)
  - Super Robot Taisen Compact 2 part 2 (2000)
  - Super Robot Taisen Compact 2 part 3 (2001)
  - Super Robot Taisen Compact 3 (2003)

- Famicom
  - Super Robot Taisen 2 (1991)

- Super Famicom
  - Super Robot Taisen 3 (1993)
  - Super Robot Taisen EX (1994), premier épisode où les Banpresto Originals tiennent un rôle aussi important.
  - Super Robot Taisen 4 (1995)
  - Masō Kishin The Lord of Elemental (1996), exclusivement centré sur les Originals.

- PlayStation
  - Super Robot Taisen 4S (1996), premier remake de SRT4.
  - Shin Super Robot Taisen (1996)
  - Super Robot Taisen Complete Box (1999)
  - Super Robot Taisen Alpha (2000), début d'une nouvelle série destinée à remplacer celle d'origine.
  - Super Robot Taisen Alpha Gaiden (2001)

- Saturn
  - Super Robot Taisen F (1997), remake de SRT4, aussi ultérieurement sur PlayStation.
  - Super Robot Taisen F Kanketsuhen (1998), suite de SRTF, aussi porté sur PlayStation.

- Nintendo 64
  - Super Robot Spirits (1997)
  - Super Robot Wars 64 (1999)

- Dreamcast
  - Super Robot Taisen Alpha (2001)

- GameCube
  - Super Robot Taisen GC (2004)

- PlayStation 2
  - Super Robot Taisen Impact (2002), remake des Compact 2 sur Wonderswan.
  - Super Robot Taisen Alpha 2 (2003)
  - Super Robot Taisen Scamble Commander (2003)
  - Super Robot Taisen MX (2004)
  - Super Robot Taisen Alpha 3 (2005), fin de la saga Alpha.
  - Super Robot Taisen OG Original Generations (2007), remake des OG1 et OG2 sur Gameboy Advance + Scenario Inedit
  - Super Robot Taisen Scamble Commander the 2nd (2007)
  - Super Robot Taisen OG Gaiden (2007)
  - Super Robot Taisen Z (2008)

- PlayStation Portable
  - Super Robot Taisen MX Portable (2005)
  - Super Robot Taisen A Portable (2008), remake de Super Robot Taisen A
  - Super Robot Taisen Z 2 Hakai-hen (2011), suite de Super Robot Taisen Z sur PlayStation 2
  - Super Robot Taisen OG Saga: Masō Kishin II Revelation of Evil God (2012)
  - Super Robot Taisen Z 2 Saise-hen (2012)

- Xbox 360
  - Super Robot Taisen XO (2006), portage de SRW GC sur Gamecube + Xbox Live

- Nintendo DS
  - Super Robot Taisen W (2007)
  - Super Robot Taisen OG Saga: Endless Frontier (2008)
  - Super Robot Taisen K (2009)
  - Super Robot Gakuen (2009)
  - Super Robot Taisen OG Saga: Endless Frontier EXCEED (2010)
  - Super Robot Taisen OG Saga: Masō Kishin The Lord of Elemental (2010)
  - Super Robot Taisen L (2010)

- PlayStation 3
  - 2nd Super Robot Taisen OG (2013)
  - Super Robot Taisen OG Saga: Masō Kishin III Pride of Justice (2013)
  - 3rd Super Robot Taisen Z Jigoku-hen (2014)
  - Super Robot Taisen OG Saga: Masō Kishin F Coffin of the End (2014)
  - 3rd Super Robot Taisen Z Tengoku-Hen (2015)
  - Super Robot Wars OG: The Moon Dwellers (2016)

- PlayStation Vita
  - Super Robot Wars OG Saga: Masō Kishin III – Pride of Justice (2013)
  - 3rd Super Robot Taisen Z Tengoku-Hen (2015)
  - Super Robot Wars V (2017)
  - Super Robot Wars X (2018)

- Nintendo 3DS
  - Super Robot Wars UX (2013)
  - Super Robot Wars BX (2015)

- PlayStation 4
  - Super Robot Wars OG: The Moon Dwellers (2016)
  - Super Robot Wars V (2017)
  - Super Robot Wars X (2018)
  - Super Robot Wars T (2019)
  - Super Robot Wars 30 (2021)

- Nintendo Switch
  - Super Robot Wars T (2019)
  - Super Robot Wars 30 (2021)

## Adaptations animées
Pour des raisons de droits, aucune adaptation animée jusqu'à maintenant n'a pu regrouper les différentes séries que l'on retrouve dans les jeux. Les seuls personnages et mechas y figurant sont ceux créés par Banpresto (Banpresto Originals).
- Masou Kishin Cybuster, 1999, série télévisée de 26 épisodes chez Ashi Productions.
- Super Robot Wars: Original Generation - The Animation, 2005, série d'OAV de 3 épisodes chez Bandai Visual.
- Super Robot Wars OG Original Generation Divine Wars, série télévisée de 26 épisodes diffusée en 2006 et 2007.
- Super Robot Wars Taisen Original Generation: The Inspector, série télévisée de 26 épisodes diffusée en 2010.